# Siempre Bruja (televisieserie)
Siempre Bruja (Always a Witch) is een Colombiaanse televisieserie geproduceerd door Caracol Televisión en gedistribueerd via het Netflix-streamingplatform, geproduceerd door Dago García en geschreven door Ana María Parra. De serie vertelt het verhaal van Carmen, een 17de-eeuwse heks die door de tijd naar de toekomst reist om haar geliefde te redden, maar ze moet eerst wennen aan het hedendaagse Cartagena en een gemene rivaal verslaan.

## Verhaal
Carmen Eguiluz, een jonge vrouw die tegelijkertijd slaaf en witte heks is, staat op het punt om in Cartagena gedurende de 17e eeuw (1646) veroordeeld te worden tot de brandstapel. Haar enige zonde is dat ze verliefd is op Christobal, zoon van Spaanse landeigenaren in koloniale tijden. Ze ontsnapt aan de dood door een spreuk te gebruiken die ze geleerd heeft van de grote tovenaar Aldemar, waarmee ze naar de toekomst reist. Ze belandt in het Cartagena van de 21e eeuw, in het jaar 2019, om daar de geliefde van Aldemar te redden van wie hij denkt dat ze dood is.
Hoewel ze blij is dat ze van de dood gered is, is aanpassen aan de nieuwe realiteit lastig voor haar. Ondanks onwetendheid over de wereld om haar heen, lukt het Carmen om snel goede vrienden te maken en te integreren in de moderne maatschappij, wetende dat zij en alle andere witte heksen in gevaar zijn doordat ze vervolgd worden door Lucien de Vernietiger, in de 21e eeuw beter bekend als de "Moordenaar van Vuur". De ervaringen die Carmen heeft opgedaan in de wereld van de toekomst, zullen ervoor zorgen dat haar visie op het vrouw en slaaf zijn, maar voornamelijk het zijn van een witte heks, veranderen.

## Rolverdeling
| Karakter                        | Acteur/Actrice      |
| ------------------------------- | ------------------- |
| Carmen Equiluz                  | Angely Gaviria      |
| Cristóbal Aranoa                | Lenard Vanderaa     |
| Jhony Ki                        | Dylan Fuentes       |
| Grote tovenaar Aldemar / Lucien | Luis Fernando Hoyos |
| Ninibé                          | Veronica Orozco     |
| Alicia Dangond                  | Sofia Bernal Araujo |
| Mayte                           | Valeria Emiliani    |
| Leon                            | Carlos Quintero     |
| Daniel                          | Dubai Prado         |
| Professor Esteban               | Sebastián Eslava    |